# White Wine
White Wine è un singolo dei rapper statunitensi Lil Peep e Lil Tracy, pubblicato l'8 giugno 2016 come primo ed unico estratto dell'EP Castles.
Come rivelato dallo stesso Peep su Twitter, il nome del brano è una metafora all'assunzione di cocaina.

## Antefatti
Il brano è stato prodotto, registrato, missato e masterizzato in una sola notte nell'estate 2016 in un alloggio affittato da Yung Cortex tramite Airbnb. Per la prima ed unica volta, il brano è stato prodotto da Nedarb di fronte a Peep, invece di inviargli il beat come faceva solitamente.
White Wine è stato pubblicato originariamente il 4 luglio 2016 come brano conclusivo dell'EP Castles. Il freestyle di Lil Peep per il brano era intitolato originariamente Red Wine.

## Tracce
1. White Wine – 2:36 (testo: Gustav Åhr, Jazz Butler – musica: Nedarb Nagrom)